# Erliquiose monocítica canina
Erliquiose monocítica canina, também conhecida como pancitopenia tropical canina, "doença do carrapato" (a) ou apenas como "erliquiose canina" (b), é uma patologia causada pela bactéria gram-negativa Erlichia canis da ordem Rickettsiales, que afeta os membros da família Canidae, entretanto, já foi registrada a presença da bactéria em gatos e humanos. O principal transmissor do agente etiológico é o carrapato Rhipicephalus sanguineus. A doença causa sinais clínicos que variam de moderados a severos, e é caracterizada por febre, trombocitopenia, leucopenia e anemia. Em casos crônicos, pode haver imunossupressão. A variação terminológica "erlichiose" também é muito utilizada.

## Sintomas
A doença pode se desenvolver em várias fases, desde a mais simples com sintomas como perda de apetite e indisposição, até fases mais graves como inchaço ou inflamação das patas, febre, vômitos, cegueira, gengiva e mucosas pálidas, convulsões e sangramentos discretos a extensos.
Normalmente, o cão apresenta uma repentina falta de apetite e fica muito fraco e debilitado. O cão pode apresentar melhoras mesmo sem a doença ter sido exterminada de seu organismo, causando um engano no dono que não vai a procura de tratamento médico veterinário adequado, e depois dessa melhora aparente os sintomas podem reaparecer, bem como o animal pode continuar transmitindo o agente, o que torna a erlichiose uma doença muito perigosa e grave.

## Tratamento
A Erlichiose é tratável apenas se descoberta antes do animal não ter perdido muito de seus glóbulos, ou seja, logo no começo. O tratamento é feito a base de antitérmicos, antibióticos próprios (do grupo das tetraciclinas) e suplementos vitamínicos (como o complexo B12).

## Prevenção
A melhor prevenção é a exterminação dos carrapatos do cão, e o controle deles no ambiente em que o cão habita, e de produtos preventivos como coleiras antipulgas, sabonetes carrapaticidas, etc. Não há ainda vacinas preventivas.